# Wierchy (Pasmo Radziejowej)
Wierchy (563 m) – niewybitne wzniesienie w zachodniej części Pasma Radziejowej w Beskidzie Sądeckim, nad doliną Dunajca, na wschód od Krościenka nad Dunajcem.
Wierchy to szczyt po północno-wschodniej stronie Dunajca na południowy wschód od Krościenka nad Dunajcem (1300 m od rynku w Krościenku). Grzbiet ten znajduje się między dolinami potoków Zakijowski i Ścigocki. Szczyt Wierchów jest porośnięty lasem, ale na stokach są łąki Baniska, Nad Równią, Stodółki, Strugi
Wzniesienie znajduje się na terenie Krościenka nad Dunajcem w województwie małopolskim, w powiecie nowotarskim.